# Iosîpove, Bilopillea
Iosîpove (în ucraineană Йосипове) este un sat în comuna Kuianivka din raionul Bilopillea, regiunea Sumî, Ucraina.

## Demografie
Componența lingvistică a localității Iosîpove
     Ucraineană (95,12%)
     Rusă (4,88%)
Conform recensământului din 2001, majoritatea populației localității Iosîpove era vorbitoare de ucraineană (95,12%), existând în minoritate și vorbitori de rusă (4,88%).